# Weronika Wedler
Weronika Wedler (Wrocław, 17 juli 1989) is een atleet uit Polen.
In 2010 liep zij in Barcelona op de Europese kampioenschappen atletiek 2010 met 42,68 seconde een Pools nationaal record op de 4x100 meter estafette.
- World Athletics: 14294618